# Повстання древлян 945

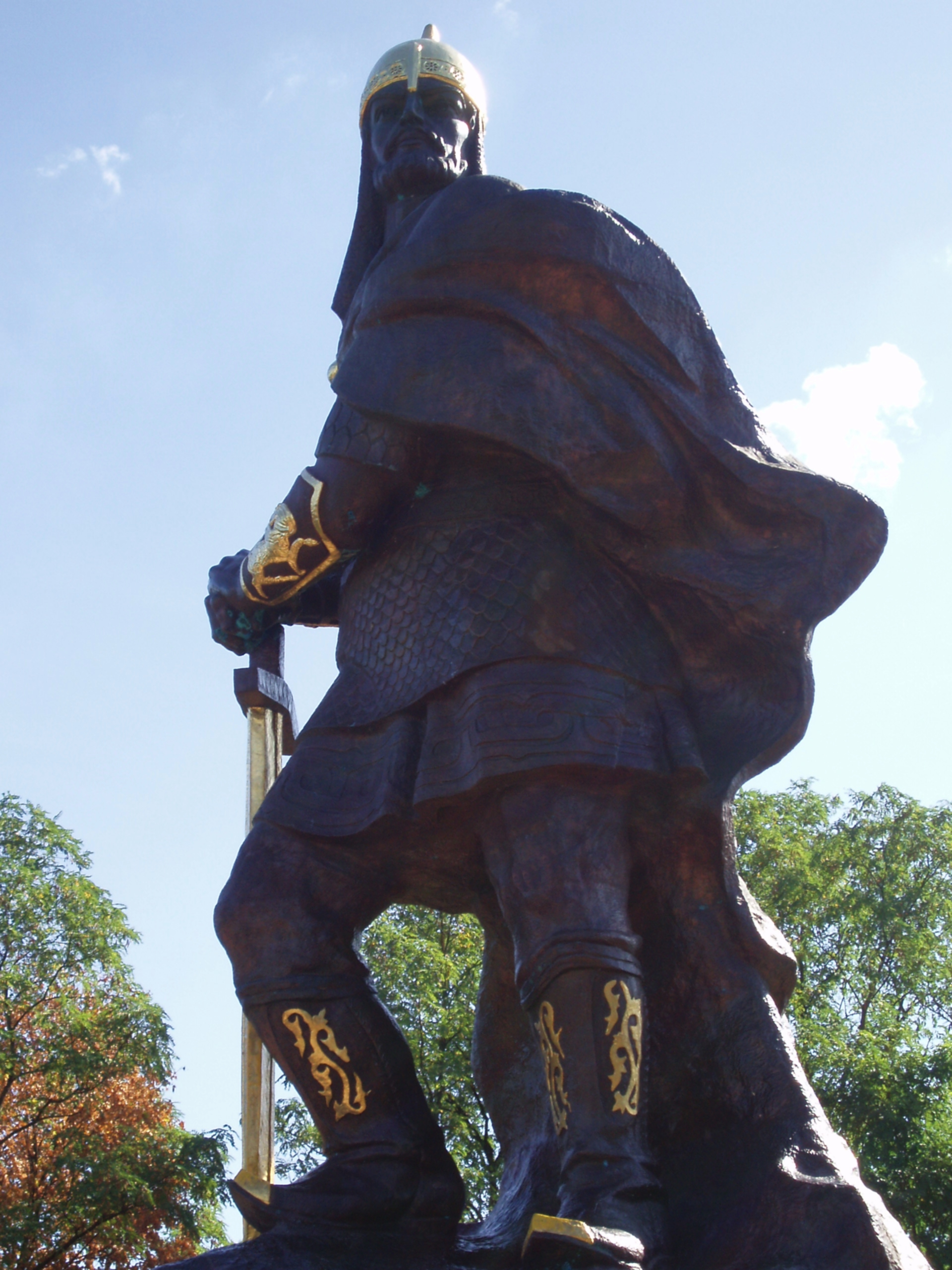
Князь Мал. Провідник древлянського повстання 945 р. Фрагмент монумента. Коростень, Україна.

Древля́нське повста́ння 945 року — найраніше із засвідчених писемними джерелами повстання у Київській Русі. Викликане спробою київського князя Ігоря провести у 945 році повторний збір данини в землі древлян. Під час повстання Ігоря було вбито. З повстання скористалася древлянська феодальна верхівка на чолі з князем Малом, щоб відокремитися від Києва.
В 946 році Древлянське повстання придушила, згідно "Повісті минулих літ", жінка Ігоря княгиня Ольга. Легенда свідчить про те, що на чолі київської дружини жорстоко помстилася древлянам — спалила їхню столицю Іскоростень і стратила біля п'ятьох тисяч мирних жителів. Проте, мусила провести певну регламентацію збору данини.